# Olleros de Tera
Olleros de Tera es una localidad española del municipio de Calzadilla de Tera, en la provincia de Zamora, y la comunidad autónoma de Castilla y León.
Se encuentra situada en la comarca de Benavente y Los Valles, junto a la margen derecha del río Tera y en las proximidades del embalse de Nuestra Señora del Agavanzal.

## Geografía física

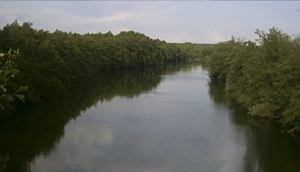
El río Tera a su paso por Olleros.

Se encuentra situado en un enclave privilegiado de la provincia de Zamora, al que se accede gracias a la existencia de diversas vías que cruzaban y cruzan su territorio, algunas de ellas muy renombradas como es el caso de la Vía Augusta XVII, el Camino de Santiago o la Ruta de la Plata. Las aguas cristalinas del río Tera, represadas en el embalse de Nuestra Señora del Agavanzal, junto a la riqueza de su suelo, han dado lugar a bellos parajes de los que disfrutar con tranquilos paseos o gracias a sus zonas de baño y recreo.

## Historia
En la Edad Media, el territorio en el que se asienta la localidad quedó integrado en el Reino de León, cuyos monarcas habrían emprendido la fundación del pueblo.
Posteriormente, en la Edad Moderna, Olleros de Tera fue una de las localidades que se integraron en la provincia de las Tierras del Conde de Benavente y dentro de esta en la receptoría de Benavente. No obstante, al reestructurarse las provincias y crearse las actuales en 1833, la localidad pasó a formar parte de la provincia de Zamora, dentro de la Región Leonesa, quedando integrada en 1834 en el partido judicial de Benavente.

## Naturaleza
La exuberante vegetación existente en muchos de sus parajes, dan lugar a la existencia de su abundante y variada fauna. No es raro encontrarse por las dehesas, especialmente al atardecer o al amanecer, con zorros, liebres, codornices, perdices, buitres, lobos, ciervos o jabalíes, entre otros.

### Clima
Cuenta con un clima mediterráneo continentalizado, caracterizado por ser un clima templado con características del clima mediterráneo típico, matizado por los rasgos de clima continental que en estas tierras le dan la altitud a la que se encuentran y las montañas que dificultan la llegada de la influencia marítima. Las temperaturas son extremas, con fríos inviernos en los que la temperatura media es de 4 °C, y en los que se registran con cierta frecuencia valores mínimos en torno a los -15 °C. Las bajas temperaturas son habituales desde octubre hasta abril o mayo. Los veranos son calurosos con temperaturas cuyo promedio se sitúa en los 25 °C, y en los que lo más representativo es la acusada oscilación térmica entre el día y la noche. Las precipitaciones por lo general son escasas, aunque algunos años debido a las abundantes precipitaciones se han llegado a inundar importantes zonas por el desbordamientos del canal de riego e incluso del propio río Tera, provocando aislamiento y daños materiales y personales.

## Fiestas

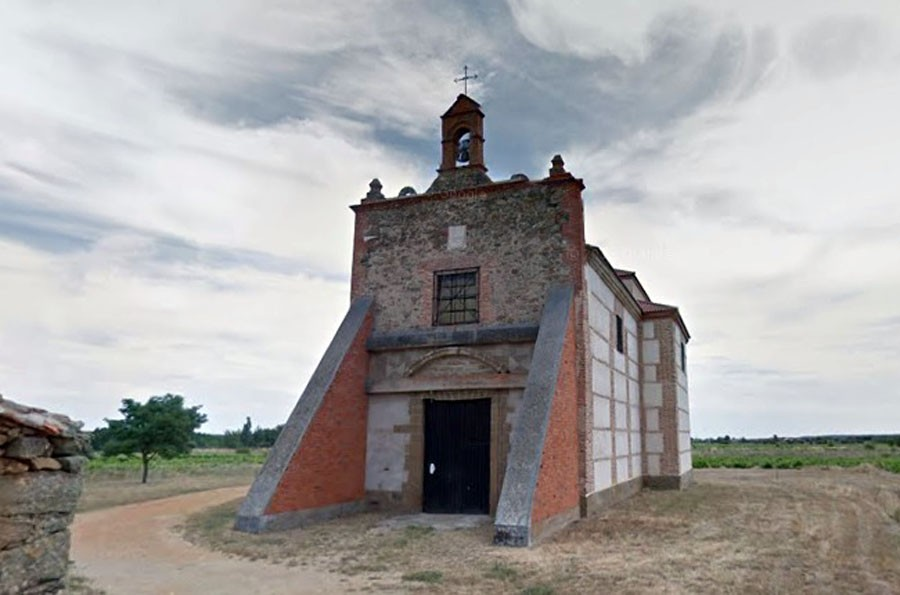
Ermita de Nuestra Señora del Agavanzal.

Las fiestas patronales de Olleros de Tera son a principios de septiembre y a finales, las del principio son en honor a la virgen de Agavanzal, y las finales en honor a su patrón San Miguel. A las afueras del pueblo, al lado de la presa, hay una ermita dedicada a esta virgen.

## De interés
- Calzadilla de Tera
- Vega de Tera
- Calzada de Tera
- Otero de Bodas